# Poésie persane postmoderne
 (décembre 2022).
La poésie persane postmoderne est un mouvement littéraire né en Iran dans les années 1970. Il a pour ambition de mêler la pensée postmoderne et les formes traditionnelles de la poésie persane.
Ces poèmes sont influencés par les philosophes, les linguistes et les sociologues postmodernes, tout en restant conformes aux schémas métriques et rimés de la poésie persane, comme ceux du Ghazal, Masnavi ou Chaharpareh.

## Historique
Dans un premier temps[Quand ?], ce courant est influencé par les poèmes linguistes de Reza Baraheni, avant de s'en éloigner[Quand ?]. Avec la multiplication des échanges grâce à Internet, il trouve de nombreux publics dans des festivals spécialisés, des magazines et des ateliers, organisés sous le nom de « ghazal postmoderne », contribuant à le diffuser davantage au sein de la jeune génération. Son langage nu, sa rébellion et son traitement de sujets considérés comme tabous marquent la jeune génération et les artistes de premier plan. À l'inverse, il provoque l'indignation des poètes traditionnels et de la partie conservatrice de la société.
Les poètes postmodernes Ghazal et leurs œuvres sont confrontés à de nombreuses restrictions de la part du ministère de l'Orientation et des institutions de sécurité de la République islamique d'Iran à différentes périodes. Ces pressions commencent par la censure, la déclaration de livres non-imprimables et la confiscation des publications. Dans de nombreux cas, elles atteignent des mesures extrêmes telles que l'arrestation, l'emprisonnement et la flagellation. De nombreux livres de ghazal post-moderne sont interdits en Iran et vendus clandestinement ou seulement disponibles en ligne gratuitement.[réf. nécessaire].
Beaucoup[Qui ?] considèrent Mehdi Mousavi comme l'initiateur de cette tendance, même si certaines critiques[Qui ?] voient dans les poètes des années 1970 des précurseurs de cette tendance. Les œuvres de Mehdi Mousavi ont été très populaires en Iran et nombre d'entre elles ont été interprétées par divers chanteurs persans. En tenant des ateliers littéraires dans les années 1970 et 1980, il contribue grandement à la culture de la deuxième génération de poètes lyriques postmodernes.
Les sonnets postmodernes ont des adversaires tenaces dans différents secteurs. Des sociologues ne considèrent toujours pas les conditions de la société iranienne propices à l'entrée de l'art postmoderne. Le gouvernement voit toujours un danger dans les questions et les polémiques soulevées par ces poèmes. Certains poètes traditionnels s'opposent également à ce mouvement et le considèrent comme une nette déviation de la poésie classique persane et de l'héritage des prédécesseurs.
Dans les années 1980, le Ghazal postmoderne se répand dans d'autres pays persanophones comme l'Afghanistan ou le Tadjikistan, où il est bien accueilli par la jeune génération de ces pays. Aujourd'hui encore, le ghazal post-moderne y est apprécié.

## Contenu et concepts
Le contenu des poèmes dans les sonnets postmodernes est très diversifié. Au début du mouvement, les aspects philosophiques et romantiques sont plus importants dans les œuvres, mais, progressivement, la vision psychologique et sociologique des questions culturelles, sociales et politiques gagne sa place dans ces poèmes,,. L'une des principales caractéristiques de ces œuvres est l'accent mis sur la mort de l'auteur et l'augmentation du cercle herméneutique de l'œuvre pour diverses interprétations, ce qui fait que le poète évite d'exprimer son point de vue et son jugement dans l'œuvre,. De plus, la présence de voix réprimées dans la société (avec un accent sur la création textuelle polyphonique), donne une présence prédominante aux femmes, aux minorités sexuelles, ethniques, religieuses, etc. A noter que cette présence est exempte de toute sorte de biais positif ou négatif,.
D'autres thèmes sont récurrents dans le ghazal postmoderne, parmi lesquels :
- La critique des normes littéraires et sociales[9] ;
- L'enquête psychologique, et l'analyse des émotions et des problèmes spirituels des différentes couches de la société actuelle[10] ;
- La description des sociétés totalitaires et des systèmes autocratiques difficiles[11] ;
- La réponse aux préoccupations des personnes LGBT[12] ;
- Les questions féministes[13],[14] ;
- Les récits d'histoire surprenants avec des thèmes et des angles nouveaux[15] ;
- L'expression et l'analyse des maladies mentales telles que l'anxiété, la dépression et le suicide[16] ;
- La vue psychologique et philosophique de l'érotisme[17]; le regard critique et l'amour non littéraire[18] ;
- La critique des « grands récits » de la science, de la raison et de la religion[19], se moquant des manifestations du modernisme telles que la mode, le consumérisme et les médias de masse[20], défiant les tabous et la morale [21],[22].

Cependant, le poème postmoderne ne crée aucune restriction en termes de contenu pour le poète, et la seule chose commune à toutes les œuvres est la pensée et la perspective postmodernes.

## Poésie postmoderne hors d'Iran

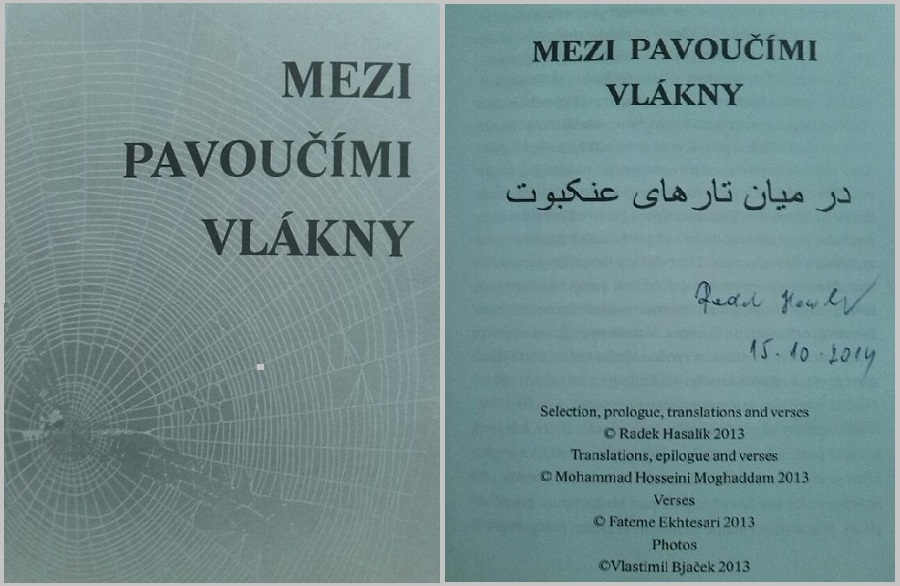
Couverture du livre Parmi les toiles d'araignées.

Le flux d'écriture de poèmes postmodernes dans des formes traditionnelles et rythmiques ne se limitait pas à l'Iran et à la langue persane. Dans de nombreux pays du monde[Lesquels ?], il existe des courants littéraires similaires à la "poésie postmoderne" en langue persane,.
Ces dernières années[Quand ?], un certain nombre d'œuvres de ghazal postmoderne persan ont été traduites dans d'autres langues, dont les plus importantes sont Zind Namanim (un recueil de poèmes abrégés de Fatemeh Ekhtasari en norvégien) et Among Spider 's Webs (une sélection de poèmes postmodernes ghazal en tchèque).
De plus, dans les pays d'Afghanistan et du Tadjikistan, le flux de ghazal postmoderne persan s'est formé, qui est similaire au ghazal postmoderne en Iran en général, mais il est plus traditionnel et conservateur en termes de langue et de technique. Ces différences peuvent être enracinées dans les différences de dialecte, de culture, de religion, et même de la forme de gouvernement des trois pays,. Les poètes ghazal postmodernes afghans qui vivent en Iran ou à Herat présentent le plus de similitudes linguistiques et techniques avec les poèmes des fondateurs de ce mouvement.
Certains critiques évaluent l'effet de la domination talibane, de la guerre et de l'occupation sur la tendance de la jeune génération de poètes afghans vers le ghazal postmoderne, audacieux et clé,.